# Cueta lineosa
Cueta lineosa is een insect uit de familie van de mierenleeuwen (Myrmeleontidae), die tot de orde netvleugeligen (Neuroptera) behoort. 
Cueta lineosa is voor het eerst wetenschappelijk beschreven door Rambur in 1842.